# القوات المسلحة البنينية
القوات المسلحة بنين هي القوات المسلحة لجمهوربة بنين، وتشكل من جيش وبحرية وقوات الجوية، وقوات الدرك الوطني للبنين. كان للقوات المسلحة البلجيكية برنامج نشط للتعاون مع بنين، وتقديم التدريب والإرشاد، والتبرع المعدات العسكرية الزائدة عن الحاجة واستخدام البلاد لإجراء تدريبات عسكرية محدودة.